# Robert Muchamore
Robert Kilgore Muchamore (ur. 26 grudnia 1972 w Londynie) – brytyjski pisarz.
Autor serii książek dla dzieci i młodzieży: CHERUB, Agenci Hendersona i Rock Wars.
Cykl książek pt. CHERUB został wznowiony pod postacią CHERUB: Seria 2 (o podtytule 'Aramov'). Bohaterowie i wydarzenia są inne niż w części pierwszej chociaż okazjonalnie pojawiają się postaci znane z pierwszej serii CHERUB-a. Od 2014 roku Wydawnictwo Egmont porzuciło wydawanie dwóch pierwszych serii. Wydawanie serii Rock Wars podjęło wydawnictwo Jaguar. 

## Twórczość

### SeriaCHERUB
1. Rekrut (wyd. pol. 2007)
2. Kurier (wyd. pol. 2007)
3. Ucieczka (wyd. pol. 2007)
4. Świadek (wyd. pol. 2008)
5. Sekta (wyd. pol. 2008)
6. Bojownicy (wyd. pol. 2008)
7. Wpadka (wyd. pol. 2009)
8. Gangster (wyd. pol. 2010)
9. Lunatyk (wyd. pol. 2010)
10. Generał (wyd. pol. 2010)
11. Bandyci (wyd. pol. 2011)
12. Fala (wyd. pol. 2011)

### SeriaCHERUB: Seria 2
1. Republika
2. Anioł Stróż (wyd. pol. 2013)
3. Czarny Piątek (wyd. pol. 2013)
4. Odwet (wyd. pol. 2014)
5. New Guard

### SeriaAgenci Hendersona
1. Uciekinierzy (wyd. pol. 2010)
2. Dzień Orła (wyd. pol. 2010)
3. Sekretna armia (wyd. pol. 2011)
4. Grey Wolves
5. The Pisoner
6. One Shot Kill
7. Scorched Earth

### SeriaRock War
1. Mad & Bad (wyd. pol. 2018)
2. Boot Camp
3. Gone Wild
4. Crash Landing